# Троль (родовище)
Троль — найбільше в Північному морі нафтогазове родовище. Знаходиться в Норвезькому секторі Центрального Європейського нафтогазоносного басейну.

## Історія
Родовище відкрите у 1979 році.

## Характеристика
Родовище розділене на дві структури: Троль-Іст і Троль-Вест. Доведені запаси покладу Троль-Іст — 1300 трлн м³ газу і 17 млн т конденсату. Нафтовий поклад Троль-Вест містить близько 31 трлн м³ попутного газу.

## Технологія розробки
Глибина моря в зоні розробок 300 м. Видобуток здійснюється з морської платформи «Троль».